# Kozí most
Kozí most (bosensky Kozija ćuprija, turecky Keçi Küprü) se nachází v centrální části Bosny a Hercegoviny, v údolí řeky Miljacky, několik kilometrů východně od historického centra metropole země Sarajeva.
Jeho název pochází od staré legendy, podle které chudý sirotek pasoucí kozy našel v křoví v blízkosti mostu zlatý poklad.
Most je poprvé zmiňován v roce 1771. Záznamy o jeho přesné době zbudování se do dnešní doby nedochovaly. Nejspíše však vznikl v období rozsáhlého budování mostů na území BiH, které spadá do doby vlády Mehmeda Paši Sokoloviće v druhé polovině 16. století. Most byl průběžně opravován v letech 1799, v 80. letech 19. století, v roce 1956 a 1957, 2001 a 2004. V blízkosti mostu se také nacházel zájezdní hostinec (han) a některé další stavby, které se však do současné doby nedochovaly.
Most se nachází na staré turecké cestě, která spojovala Sarajevo s Istanbulem a dalšími východními částmi říše. Je jedním z celkem čtyř tureckých mostů, které se v Sarajevu dochovaly. Most je dlouhý 42 m, široký 4,75 m. Má jeden oblouk o rozpětí 17,5 m. Most byl zbudován z vápence. Z každé strany mostu je umístěn otvor, který měl umožnit průtok vody v případě povodní, nebo bouří. V současné době se most nachází stranou všech dopravních cest, v přírodě a navštěvují ho výletníci z hlavního města. Most je od roku 1950 památkově chráněn a zapsán na seznam kulturních památek Bosny a Hercegoviny.